# Escudo de Komi

Escudo de armas de la República de Komi

El escudo de armas de la República de Komi (Ruso:герб Респу́блики Ко́ми; gerb Respubliki Komi; Komi:Коми республикалӧн канпас; Komi respublikalön kanpas), diseñado por A. Neverov, fue instituido por la Ley nº XII-20/1 el 6 de junio de 1994 y refleja las creencias míticas de los pueblos Komis. El blasón tiene un campo de gules, con un ave de presa, o con la cara abajo correspondiente a la diosa Zarni An, y seis cabezas de alce con cuernos. El 17 de diciembre de 1997, el Consejo de Estado republicano aprobó la ley, que cambió el escudo oficial de la definición de las armas con el fin de llegar a un acuerdo con las reglas de la heráldica.
Un ave de rapiña en la interpretación tradicional representa el sol, autoridad y el mundo superior, mientras que el alce se asocia con el poder, generosidad y belleza. La combinación de gules o el sol simboliza, la maternidad y el nacimiento en el folclor Komi.
- Datos: Q2477971